# Валюэжоль
Валюэжо́ль (фр. и окс. Valuéjols) — коммуна во Франции, находится в регионе Овернь. Департамент — Канталь. Входит в состав кантона Сен-Флур-Сюд. Округ коммуны — Сен-Флур.
Код INSEE коммуны — 15248.
Коммуна расположена приблизительно в 430 км к югу от Парижа, в 85 км южнее Клермон-Феррана, в 45 км к востоку от Орийака.

## Население
Население коммуны на 2008 год составляло 529 человек.
| 1962 | 1968 | 1975 | 1982 | 1990 | 1999 | 2008 |
| ---- | ---- | ---- | ---- | ---- | ---- | ---- |
| 744  | 833  | 696  | 607  | 578  | 525  | 529  |

## Администрация
| Период | Период | Фамилия         | Партия | Примечания |
| ------ | ------ | --------------- | ------ | ---------- |
| 2001   | 2008   | Роже Шарбоннель |        |            |
| 2008   |        | Кристиан Миссег |        |            |

## Экономика

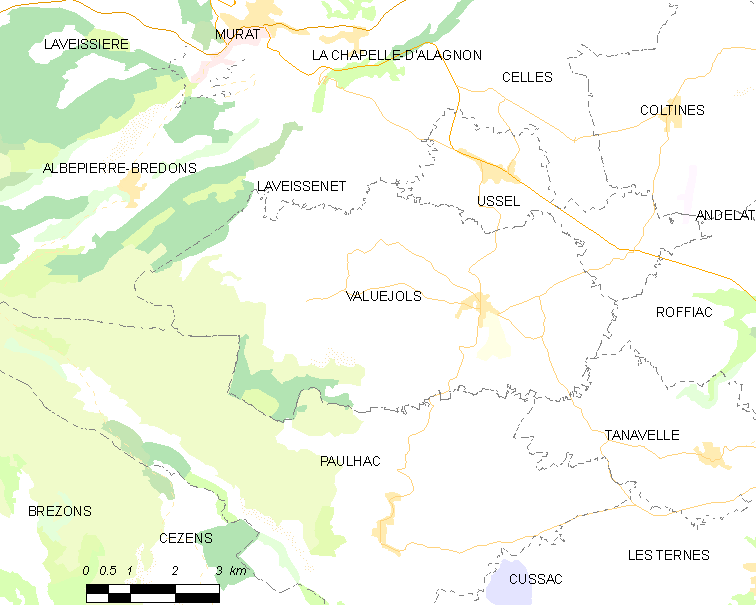
Карта коммуны

В 2007 году среди 309 человек в трудоспособном возрасте (15—64 лет) 240 были активны, 69 — неактивные (показатель активности 77,7 %, в 1999 году было 68,1 %). Из 240 активных работали 218 человек (119 мужчин и 99 женщин), безработных было 22 (10 мужчин и 12 женщин). Среди 69 неактивных 24 человека были учениками или студентами, 29 — пенсионерами, 16 были неактивными по другим причинам.

## Достопримечательности
- Церковь Сен-Сатюрнен (XII век). Памятник истории с 1928 года[3]